# وانغ زهين
وانغ زهين (بالصينية: 王镇) هو منافس ألعاب قوى صيني، ولد في 24 أغسطس 1991 في سويهوا في الصين.

## وصلات خارجية
- وانغ زهين على موقع الاتحاد الدولي لألعاب القوى (الإنجليزية)
- وانغ زهين على موقع اللجنة الأولمبية الدولية (الإنجليزية)
- وانغ زهين على موقع أوليمبيديا (الإنجليزية)
- وانغ زهين على موقع اللجنة الأولمبية الصينية (الإنجليزية)